# Ronal Barbaren
Ronal Barbaren è un film danese del 2011 diretto da Thorbjørn Christoffersen, Philip Einstein Lipski e Kresten Vestbjerg Andersen.

## Trama
In principio c'era solo l'Oscurità, e da essa nacque il feroce demone Zaal, oppressore dell'essere umano. Solo Kron, il più forte di tutti gli eroi, fu in grado di sconfiggerlo grazie all'invincibile Spada degli Dei, ma a costo della sua stessa vita. Cento guerrieri bevvero per sette giorni e sette notti il sangue sgorgato dalla ferita al cuore di Kron, acquisendone la forza: così nacquero i Barbari, figli di Kron.
Migliaia di anni dopo, i Barbari sono ormai noti come il popolo più forte e impavido del mondo, a eccezione del giovane Ronal, che è di costituzione gracile e con poca stima di se stesso, con grande disappunto di suo zio Gundar; tuttavia riesce a compensare queste mancanze con l'intelligenza. Una sera, mentre i Barbari stanno festeggiando con una compagnia itinerante, Ronal si allontana per evitare le solite prese in giro e fare la vedetta; quando nota che un esercito guidato dal malvagio Lord Volcazar sta per attaccare il villaggio cerca di avvisare, ma non ha abbastanza fiato per soffiare nel corno, così i Barbari vengono colti di sorpresa e catturati, tranne Gundar che viene ucciso da Lord Volcazar. Ronal e Alibert, un bardo della compagnia itinerante, sono gli unici a salvarsi.
I due si recano da un oracolo che svela loro che l'unico modo per sconfiggere Lord Volcazar è trafiggere la sua armatura con la Spada degli Dei, la stessa spada usata da Kron per sconfiggere Zaal; essa dovrà però essere brandita da un guerriero senza paura. Ronal e Alibert si mettono dunque in cammino verso Elfland, il regno degli elfi, per raggiungere una biblioteca ricchissima dove sperano di trovare nel Libro della Saggezza le indicazioni necessarie sul luogo dove Kron è sepolto con la Spada degli Dei. Durante il percorso i due si imbattono nella skjaldmær Zandra, inizialmente molto ostile. Alibert, notando la forza bruta di Zandra, suggerisce a Ronal che potrebbe essere lei il guerriero senza paura di cui parlava l'oracolo; la ragazza accetta di aiutarli a salvare i Barbari. Nel frattempo, Lord Volcazar intende far risorgere Zaal sacrificando i Barbari catturati, ma scopre che non può ancora farlo perché ne manca uno.
I tre giungono a una taverna dove incontrano Elric, un elfo arciere e metrosessuale che accetta di accompagnarli a Elfland. Dopo essere sfuggiti da alcuni seguaci di Lord Volcazar, Elric li conduce presso un pericoloso passaggio di pietra; Ronal insiste nell'aggirarlo, ma in questo modo fa arrabbiare gli spiriti a guardia del cancello e scattare una trappola da cui riescono a tirarsi fuori appena in tempo. Giunti nei pressi della biblioteca Ronal, piuttosto che combattere contro le guardie, vi si intrufola dopo aver bevuto una pozione dell'invisibilità (che tuttavia non riesce a oscurare i suoi testicoli), e con molta fatica riesce a recuperare il Libro della Saggezza.
Quella notte, Zandra racconta a Ronal del fatto che le guerriere come lei possono sposare solo uomini che riescono a sconfiggerle in duello; dato che nessuno l'ha mai sconfitta, venne allontanata dalle altre guerriere affinché trovasse un uomo in grado di farlo, e Zandra spera di trovarne uno tra i Barbari. Ronal la consola, ma Zandra viene improvvisamente catturata dai soldati di Lord Volcazar; invece Ronal e Alibert vengono accidentalmente catturati da un gruppo di Amazzoni le quali, non avendo visto prima di allora degli uomini, decidono di sfogare su di loro la propria libido. Zandra viene portata al cospetto di Lord Volcazar, il quale la sconfigge in duello e la costringe a obbedirgli. Intanto Ronal riesce a fuggire dalle Amazzoni lasciando solo Alibert, che al contrario preferisce aspettare con trepidazione il suo “turno”; tuttavia, la coscienza ha la meglio su di lui e scappa inseguito dalle Amazzoni per poi rifugiarsi in un albero cavo dove trova Elric, il quale ha già subito le voglie delle Amazzoni.
Seguendo le indicazioni del libro recuperato, Ronal trova il mausoleo di Kron e recupera la Spada degli Dei. Poco dopo arriva Zandra, ma la felicità di Ronal svanisce quando compare anche Lord Volcazar, al quale è costretto a consegnare la spada e dal quale viene catturato. Lord Volcazar può infine organizzare i preparativi per resuscitare Zaal e fondersi con lui così da dominare il mondo intero.
Alibert ed Elric riescono a entrare nella fortezza di Lord Volcazar, recuperare la spada di Kron e consegnarla a Ronal il quale, seppur accidentalmente, riesce a liberare dalle catene i Barbari, che ingaggiano immediatamente una lotta contro l'esercito di Lord Volcazar. Nonostante il caos, Lord Volcazar riesce a completare il rito e a fondersi con Zaal, venendo comunque sconfitto da Ronal che lo pugnala nello stesso punto debole individuato a suo tempo da Kron. I Barbari si apprestano a rendere i dovuti omaggi a Ronal, credendolo morto, ma questi si risveglia all'improvviso essendo semplicemente svenuto; Zandra confessa a Ronal i sentimenti che prova per lui (apertamente ricambiati), dichiarando di non aver più bisogno che un guerriero la sconfigga poiché lui ha già conquistato il suo cuore.
Tutti quanti tornano al villaggio dei Barbari, dove Aliberth diventa molto popolare tra le donne, Elric diventa il nuovo massaggiatore, Ronal e Zandra si sposano, e dove viene tributata una statua in onore di Gundar.

## Produzione
Il film è una parodia degli stereotipi del genere sword & sorcery, dei giochi di ruolo, di personaggi come Conan il barbaro e dei barbari presenti nel gioco Dungeons & Dragons, con alcuni cenni al fantasy degli anni '80 e alla sua associazione con l'heavy metal.
Per aumentare il potenziale di vendita internazionale del film, parallelamente al doppiaggio originale danese ne fu realizzato uno in inglese in cui diversi termini scurrili furono leggermente riadattati affinché il film, ricco di umorismo politicamente scorretto e allusioni sessuali, risultasse più appetibile per il pubblico statunitense, poiché più “sensibile” rispetto a quello europeo. I doppiatori di questa versione sono: 
- Pierce Cravens: Ronal
- Ben Bledsoe: Alibert
- Ashley Acarino: Zandra
- Oliver Vaquer: Elric
- Dee Snider: Lord Volcazar
- Paul O'Brien: Gundar
- Scott Rayow: Gorak
- Watt White: generale
- Brad Abelle: Gu'Ra Zul / narratore
- Louis Lombardi: oracolo
- Alan Mozes: Mastro Florian
- Dina Pearlman: fata cameriera
- Chris Sullivan: Tango
- De'Adre Aziza: regina della Amazzoni
- Murphy Guyer: boia

## Colonna sonora
1. Barbarian Rhapsody – 4:28
2. Legend of Kron – 1:59
3. Barbarian Theme – 1:47
4. King of the Volcano – 1:40
5. Realm of the Elves – 2:53
6. Amazones – 2:37
7. A Quest is Born – 3:06
8. False Alarm – 1:57
9. Zandra's Tale – 2:40
10. Battle for Destiny – 2:55
11. The Nutcracking Job – 4:03
12. Village Attack – 3:46
13. A Nearby Town – 1:42
14. Evil Preparations – 5:15
15. The Hall of Kron – 4:19
16. A Foul Voice in the Wind – 1:43
17. Volcazar the Triumphant – 4:15
18. This One is for my Uncle – 1:30
19. The Greatest Barbarian – 2:21
20. Medieval Techno – 1:57

Fonte

## Distribuzione
Il film è stato distribuito nelle sale cinematografiche danesi il 29 settembre 2011.

## Riconoscimenti
- 2012 – Festival internazionale del film d'animazione di Annecy[4]
  - Candidatura al Cristal per il lungometraggio